# 2009-es tongai földrengés

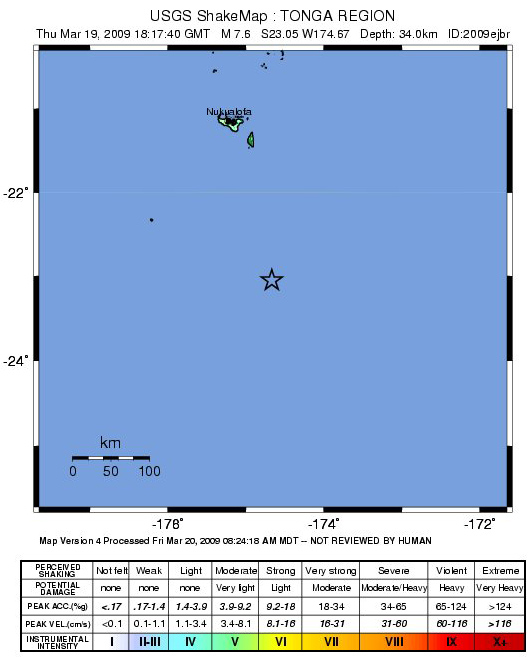
USGS ShakeMap

A 2009-es tongai földrengés egy 7,6-es magnitudójú földrengés volt 2009. március 19-én Tonga partjainál. UTC időszámítás szerint a rengésekre 18:17:41-kor, körülbelül 34 km-es mélységben került sor. A földrengés délutánján cunamiról szóló figyelmeztetést adtak ki, de később ezt visszavonták. Nem sokkal ezután egy 5,3-es magnitudójú utórengés rázta meg a környéket. Március 20-án további kettő utórengés rázta meg a környéket. Az egyik magnitúdója 5,4, míg a másiké 5,0 volt. Mindezeket március 21-én egy újabb ilyen erősségű rengés követte. A földrengés  Nuku’alofától, Tonga fővárosától 220 km-re délkeletre rázta meg a környéket, s az első jelentések szerint a rengéseknek nincsenek sérültjei, és nem keletkezett lényegesebb kár. A rengéseket még a 3.000 km-re lévő, Új-Zélandhoz tartozó North Islanden is lehetett érezni.
A földrengés pár nappal azt követően tört ki, hogy Hunga Tonga közelében tenger alatti vulkáni tevékenység indult be. Még nincs bizonyíték arra, hogy közvetlen kapcsolat lenne a vulkáni tevékenység és a földrengés között, de Ken Hudnut, az Amerikai Egyesült Államok Földtani Intézetében dolgozó egyik geofizikusa szerint "ez a változat is eléggé elképzelhető". Keleti Mafi, a tongai kormány főszejzmológusa szerint a földrengés közvetlen kapcsolatban áll a vulkáni tevékenységgel, mivel elérhette a törésvonalat, s ennek következtében több magma juthatott felszínre.

## Fordítás
- Ez a szócikk részben vagy egészben  a(z)   2009 Tonga earthquake című angol Wikipédia-szócikk ezen változatának fordításán alapul.  Az eredeti cikk szerkesztőit annak laptörténete sorolja fel. Ez a jelzés csupán a megfogalmazás eredetét és a szerzői jogokat jelzi, nem szolgál a cikkben szereplő információk forrásmegjelöléseként.

## Külső hivatkozások
- Tongai Meteorológiai Szolgálat
- Képek a Discovery Channelnél